# Platysenta circuita
Platysenta circuita är en fjärilsart som beskrevs av Achille Guenée 1852. Platysenta circuita ingår i släktet Platysenta och familjen nattflyn. Inga underarter finns listade i Catalogue of Life.